# Tour of East Java
Die Tour of East Java ist ein indonesisches Straßenradrennen.
Das Rennen wurde 2005 zum ersten Mal ausgetragen und findet seitdem jährlich im April statt. Austragungsort ist die indonesische Provinz Jawa Timur. Das Etappenrennen zählt zur UCI Asia Tour und ist in die Kategorie 2.2 eingestuft. Rekordsieger ist der Iraner Ghader Mizbani, der das Rennen schon dreimal für sich entscheiden konnte.

## Sieger
- 2014  Ghader Mizbani
- 2013  José Vicente Toribio
- 2012  Iwan Zissaruk
- 2011  Hossein Jahabanian
- 2010  Hossein Alīzādeh
- 2009  Andrei Misurow
- 2008  Ghader Mizbani
- 2007  Björn Glasner
- 2006  Ghader Mizbani
- 2005  Ahad Kazemi